# Alexander von Middendorff

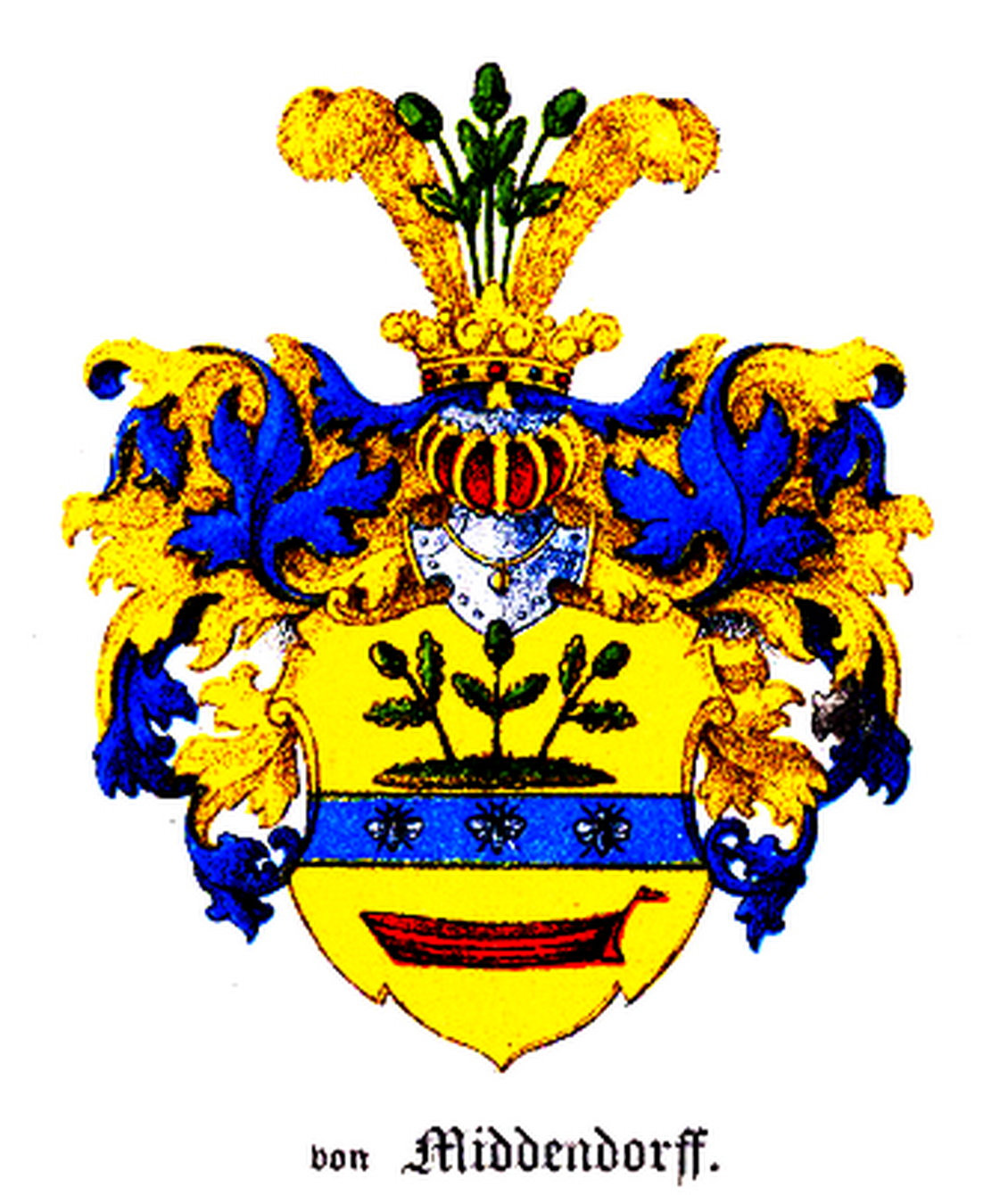
Herb rodziny Middendorff

Alexander Theodor von Middendorff ros. Александр Федорович Миддендорф (ur. 18 sierpnia 1815 w Petersburgu, zm. 28 stycznia 1894 w Hellenurme w guberni inflanckiej) – rosyjski zoolog i badacz Syberii bałtyckoniemieckiego pochodzenia.

## Życiorys
Matką Alexandra Middendorffa była Zofia Johanson (1782–1868), Estonka chłopskiego pochodzenia wysłana przez rodziców na studia do Sankt Petersburga. Tam poznała Teodora Johanna von Middendorffa (1776–1856), syna pastora Niemców bałtyckich w Karuse, w Estonii, przyszłego dyrektora Instytutu Pedagogicznego w Sankt Petersburgu. Ze względu na różnice społeczne rodzice nie mogli wziąć ślubu. Ich dzieci, Aneta (ur. 1809) i Aleksander, byli dziećmi pozamałżeńskimi. Alexander nie mógł zostać ochrzczony przez sześć miesięcy po urodzeniu, gdyż Estoński Kongres Luteranów w Sankt Petersburgu w ramach Niemieckiego Kongresu Luterańskiego nie wydał zgody na ochrzczenie. W dołączonym piśmie rodzice Middendorffa zapisali jako małżeństwo. Aby nie wzbudzać zainteresowania opinii publicznej, matka i syn zostali odesłani do osady Pööravere w Estonii. Kiedy Alexander został posłany do szkoły w 1824 r., rodzice się pobrali formalnie.
Middendorff pobierał nauki u nauczycieli prywatnych w Revalu (obecnie Tallinn) i w gimnazjum w Sankt Petersburgu. Studiował medycynę na Uniwersytecie w Tartu (Dorpat) w latach 1832–1835, gdzie jego profesorami byli Georg Friedrich Parrot, Nikołaj Pirogow, Hermann Martin Asmuss i Alexander Friedrich von Hueck. Dyplom uzyskał w 1837 roku dysertacją napisaną po łacinie o polipach w oskrzelach, następnie podjął dalsze studia w Berlinie, Erlangen, Wiedniu i Wrocławiu. W 1839 podjął pracę na uniwersytecie w Kijowie.
Istotna zmiana nastąpiła, gdy w jego życiu pojawił się Karl Ernst von Baer, który organizował ekspedycję badawczą do Laponii i na Półwysep Kolski. Middendorff wziął w niej udział i była to pierwsza z szeregu ekspedycji, które naznaczyły jego życie. Najbardziej w nauce znaną jest tzw. „Wielka Ekspedycja Syberyjska” (czasem też: „Ekspedycja Middendorffa”) w latach 1843–1845, która dotarła na północy aż do Półwyspu Tajmyr, a na wschodzie – poprzez tereny nad jeziorem Bajkał – aż po Amur.
W 1852 r. Middendorff został wybrany na członka Petersburskiej Akademii Nauk (w klasie zoologicznej). Wkrótce jednak, bo w 1860 r., opuścił Petersburg. Pomimo jednak wyjazdu z Rosji nadal utrzymywał kontakty z uczonymi rosyjskimi i brał udział w kolejnych ekspedycjach, np. na trasie Krym – Turcja – Grecja – Malta – Wyspy Kanaryjskie. Podróżował też na trasie Ural – Azja Środkowa – Azja Południowa. W 1870 r. na zaproszenie jednego z książąt rosyjskich przyłączył się do wyprawy idącej z Rosji północnej poprzez wyspy Nowa Ziemia do Islandii. W osiem lat później pojechał wraz z synem Maxem do Fergany. Podkreślić przy tym należy, że były to wyprawy badawcze. Na podstawie materiałów zebranych w czasie tych wypraw Middendorff publikował kolejne książki, z których część wyszła także w przekładzie rosyjskim (np. Oчepки из Фepгaнcкoй дoлины, Petersburg 1882).
Ważnymi dla poznania Syberii dziełami powstałymi na podstawie materiałów zebranych w czasie Wielkiej Ekspedycji są:
1. Die Isepiptesen Russlands (1855) o migracji ptaków w Rosji[potrzebny przypis]
2. monografia mięczaków Beiträge zu einer Malacozoologia Rossica (1848–1849), w których jako pierwszy wymienił radulę[potrzebny przypis]
3. 4-tomowy opis Syberii, wydany przez Middendorffa pod tytułem Reise in den äußeren Norden und Osten Sibiriens während der Jahre 1842 bis 1845.
4. Pierwsza w świecie gramatyka języka jakuckiego, opracowana z materiałów Middendorffa już po jego śmierci przez Ottona von Böhtlingka i wydana pod tytułem Über die Sprache der Jakuten (1851).

Opisał naukowo m.in. świerszczaka ochockiego. Na jego cześć nazwano m.in.: niedźwiedzia kodiak (Ursus arctos middendorffi) i Zatokę Middendorffa na półwyspie Tajmyr.